# Elezioni parlamentari in Cambogia del 2023
Le elezioni parlamentari in Cambogia del 2023 si tennero il 23 luglio per il rinnovo dell'Assemblea nazionale e videro la conferma del Partito Popolare Cambogiano, che, pur non avendo ottenuto tutti i 125 seggi in palio come nella scorsa tornata, ha comunque ottenuto 120 seggi.
Anche in questa tornata la comunità internazionale bollò le consultazioni come una sostanziale farsa, specialmente per il bando imposto al principale partito di opposizione, il Partito del Lume di Candela.
Nonostante abbia partecipato al processo elettorale e manifestato l’intenzione di governare per un altro mandato, dopo le elezioni, il Primo ministro uscente Hun Sen si è dimesso, lasciando il testimone ad Hun Manet (suo figlio), il quale fu nominato dal Re di Cambogia il 7 agosto e approvato dal parlamento il 22 agosto.

## Sistema elettorale
Secondo la legge elettorale del paese, i membri dell'Assemblea Nazionale sono eletti in 25 collegi elettorali plurinominali, in base alle popolazione delle province, secondo un sistema proporzionale a lista di partito. 
I voti sono in seguito tradotti in seggi utilizzando il metodo D'Hondt.
Il numero di seggi spettanti ad ogni provincia è il seguente:
| Provincia        | Seggi |
| ---------------- | ----- |
| Banteay Meanchey | 6     |
| Battambang       | 8     |
| Kampong Cham     | 10    |
| Kampong Chhnang  | 4     |
| Kampong Speu     | 6     |
| Kampong Thom     | 6     |
| Kampot           | 6     |
| Kandal           | 11    |
| Koh Kong         | 1     |
| Kratié           | 3     |
| Mondulkiri       | 1     |
| Phnom Penh       | 12    |
| Preah Vihear     | 1     |
| Prey Veng        | 11    |
| Pursat           | 4     |
| Ratanakiri       | 1     |
| Siem Reap        | 6     |
| Preah Sihanouk   | 3     |
| Stung Treng      | 1     |
| Svay Rieng       | 5     |
| Takéo            | 9     |
| Oddar Meanchey   | 1     |
| Kep              | 1     |
| Pailin           | 1     |
| Tbong Khmum      | 8     |
| Totale           | 125   |

## Risultati
| Partito Popolare Cambogiano                                 | 6 398 193 | 82,30 | 120 |  |  |  |
| Funcinpec                                                   | 716 443   | 9,22  | 5   |  |  |  |
| Partito Nazionale Khmer Unito                               | 134 285   | 1,73  | –   |  |  |  |
| Partito della Gioventù Cambogiana                           | 97 413    | 1,25  | –   |  |  |  |
| Partito Dharmacrazia                                        | 84 029    | 1,08  | –   |  |  |  |
| Partito della Democrazia dei Popoli Indigeni della Cambogia | 52 821    | 0,68  | –   |  |  |  |
| Partito Khmer Anti-Povertà                                  | 40 091    | 0,52  | –   |  |  |  |
| Partito Khmer Uniti                                         | 36 525    | 0,47  | –   |  |  |  |
| Partito Democratico di Base                                 | 35 413    | 0,46  | –   |  |  |  |
| Partito dello Sviluppo Economico Khmer                      | 26 095    | 0,34  | –   |  |  |  |
| Partito Ekpheap Cheat Khmer                                 | 25 258    | 0,32  | –   |  |  |  |
| Partito della Nazionalità Cambogiana                        | 23 197    | 0,30  | –   |  |  |  |
| Donne per il Partito delle Donne                            | 22 841    | 0,29  | –   |  |  |  |
| Partito Conservatore Khmer                                  | 20 969    | 0,27  | –   |  |  |  |
| Partito Socialdemocratico dell'Alveare                      | 20 210    | 0,26  | –   |  |  |  |
| Partito dello Scopo delle Persone                           | 13 837    | 0,18  | –   |  |  |  |
| Partito del Potere della Democrazia                         | 13 704    | 0,18  | –   |  |  |  |
| Partito degli Agricoltori                                   | 12 787    | 0,16  | –   |  |  |  |
| Totale                                                      | 7 774 111 | 100   | 125 |  |  |  |
|                                                             |           |       |     |  |  |  |
| Voti non validi                                             | 440 116   | 5,36  |     |  |  |  |
| Votanti                                                     | 8 214 227 | 84,59 |     |  |  |  |
| Elettori                                                    | 9 710 655 |       |     |  |  |  |

| Riepilogo dei seggi | Riepilogo dei seggi | Riepilogo dei seggi | Riepilogo dei seggi | Riepilogo dei seggi | Riepilogo dei seggi | Riepilogo dei seggi |
| ------------------- | ------------------- | ------------------- | ------------------- | ------------------- | ------------------- | ------------------- |
|                     |                     |                     |                     |                     |                     |                     |
| KPK                 | 120                 | ▼ 5                 |                     | FUNCINPEC           | 5                   | ▲ 5                 |